# Orchidinae
Sous-tribu
Les Orchidinae sont une sous-tribu de plantes à fleurs de la famille des Orchidaceae (Orchidées), de la sous-famille des Orchidoideae et de la tribu des Orchideae.

## Liste des genres
Amitostigma – Anacamptis – Androcorys – Arnottia – Bartholina – Benthamia – Bhutanthera – Bonatea – Brachycorythis – Centrostigma – Chamorchis – Coenoemersa – Cooktownia – Cynorkis – Dactylorhiza – Diplomeris – Dracomonticola – Frigidorchis – Galearis – Gennaria – Gymnadenia – Habenaria – Hemipilia – Hemipiliopsis – Herminium – Himantoglossum – Holothrix – Megalorchis – Neobolusia – Neolindleya – Neotinea – Neottianthe – Odisha – Oligophyton – Ophrys – Orchis – Pecteilis – Peristylus – Physoceras – Platanthera – Platycoryne – Ponerorchis – Porolabium – Pseudorchis – Roeperocharis – Schizochilus – Senghasiella – Serapias – Sirindhornia – Smithorchis – Stenoglottis – Steveniella – Thulinia – Traunsteinera – Tsaiorchis – Tylostigma – Veyretella – Vietorchis
Nothogenres
× Anacamptiplatanthera – × Anacamptorchis – × Dactylanthera – × Dactylocamptis – × Dactylodenia – × Gymnanacamptis – × Gymnotraunsteinera – × Gymplatanthera – × Orchidactylorhiza – × Orchigymnadenia – × Orchimantoglossum – × Orchinea – × Orchiplatanthera – × Pseudadenia – × Pseudanthera – × Pseudinium – × Pseudorhiza – × Serapicamptis – × Serapirhiza

## Publication originale
- (nl) P. Vermeulen, dans Landwehr J., Wilde Orchideeen van Europa, vol 2, 1977, p. 556